# Wacław Gluth-Nowowiejski
Wacław Gluth-Nowowiejski (ur. 10 czerwca 1926 w Warszawie, zm. 23 grudnia 2024 tamże) – polski dziennikarz, publicysta, pisarz, varsavianista, dowódca drużyny w zgrupowaniu „Żmija” Armii Krajowej w powstaniu warszawskim, ostatni robinson warszawski.

## Życiorys
Urodził się w rodzinie pułkownika Alojzego Gluth-Nowowiejskiego, legionisty, i Marii z Kaszów, peowiaczki (1896–1986). Był najmłodszym z czterech braci – żołnierzy AK i jedynym, który przeżył II wojnę światową. Bliźniacy Zbigniew ps. „Nowacki”, „Nowak” (1920–1944) i Janusz ps. „Ścieżyński” (1920–1944), więzieni na Pawiaku, zostali rozstrzelani, a Jerzy ps. „Pigi” (1922–1944), kapral podchorąży w 2. kompanii Batalionu Golski, poległ na Powiślu podczas powstania warszawskiego. 
Uczęszczał do szkoły podstawowej, a przed samą wojną zdał do I Państwowego Gimnazjum i Liceum im. Stefana Batorego w Warszawie, którego uczniami było jego trzech starszych braci. W 1944 w ramach tajnego nauczania zdał maturę w Liceum im. Stanisława Staszica w Warszawie. W 1942 został zaprzysiężony w Armii Krajowej, dołączył do konspiracyjnego plutonu 225, ukończył szkołę podchorążych. Podczas okupacji niemieckiej pracował w ochotniczej straży pożarnej. 2 lutego 1944 został ujęty przez policję niemiecką wraz z dwoma kolegami z plutonu. Został wraz z nimi przewieziony do posterunku Schutzpolizei "Nordwache” (ul. Chłodna róg Żelaznej), a następnie do siedziby Gestapo przy al. Szucha, skąd ze względu na szczęśliwy zbieg okoliczności zostali zwolnieni jeszcze tego samego dnia.
Podczas powstania warszawskiego w stopniu kaprala podchorążego (ps. „Wacek”, „Wiwer”) dowodził drużyną zgrupowania „Żmija” na Żoliborzu w II Obwodzie "Żywiciel" Okręgu Warszawa Armii Krajowej. Później awansowany do stopnia plutonowego podchorążego. 14 września został ranny podczas walk na Marymoncie. Jako jeden z dwóch rannych ocalał z masakry urządzonej przez Niemców w powstańczym punkcie sanitarnym przy ul. Rajszewskiej 12. Ukrył się wtedy w piwnicy jednego z okolicznych domów, gdzie pozostawał do połowy listopada 1944. 
Po wojnie podjął studia na Uniwersytecie Warszawskim. W 1948 został aresztowany, następnie był więziony i przesłuchiwany w areszcie śledczym MBP przy ul. Koszykowej, a następnie po pokazowym procesie skazany na osiem lat więzienia za nielegalne posiadanie broni i przynależność do Armii Krajowej, po tym jak w maju 1948 wraz z kolegą zakopał w ogrodzie zabezpieczoną powstańczą broń. Więziony przez reżim komunistyczny do amnestii w 1953, kiedy został zwolniony. Wyrok odbywał w więzieniu mokotowskim oraz w więzieniu w Rawiczu. 
Był dziennikarzem w redakcjach „Dziś i Jutro”, „Za i Przeciw”, „Kurierze Polskim”, redaktorem naczelnym wydawnictw książkowych „Epoki”, autorem wielu publikacji na temat Warszawy w latach okupacji. W 1983 wspomagał realizację filmu dokumentalnego Sceny z powstania warszawskiego. W latach 1999–2001 był redaktorem naczelnym „Biuletynu Informacyjnego” - organu prasowego Światowego Związku Żołnierzy Armii Krajowej.
Członek Stowarzyszenia Dziennikarzy Polskich, prezes Stowarzyszenia Żołnierzy Armii Krajowej „Żywiciel” i Miłośników Ich Tradycji.
Od 1960 do śmierci był żonaty z Anną Gluth-Nowowiejską. Doczekał się syna i córki oraz wnuków.  

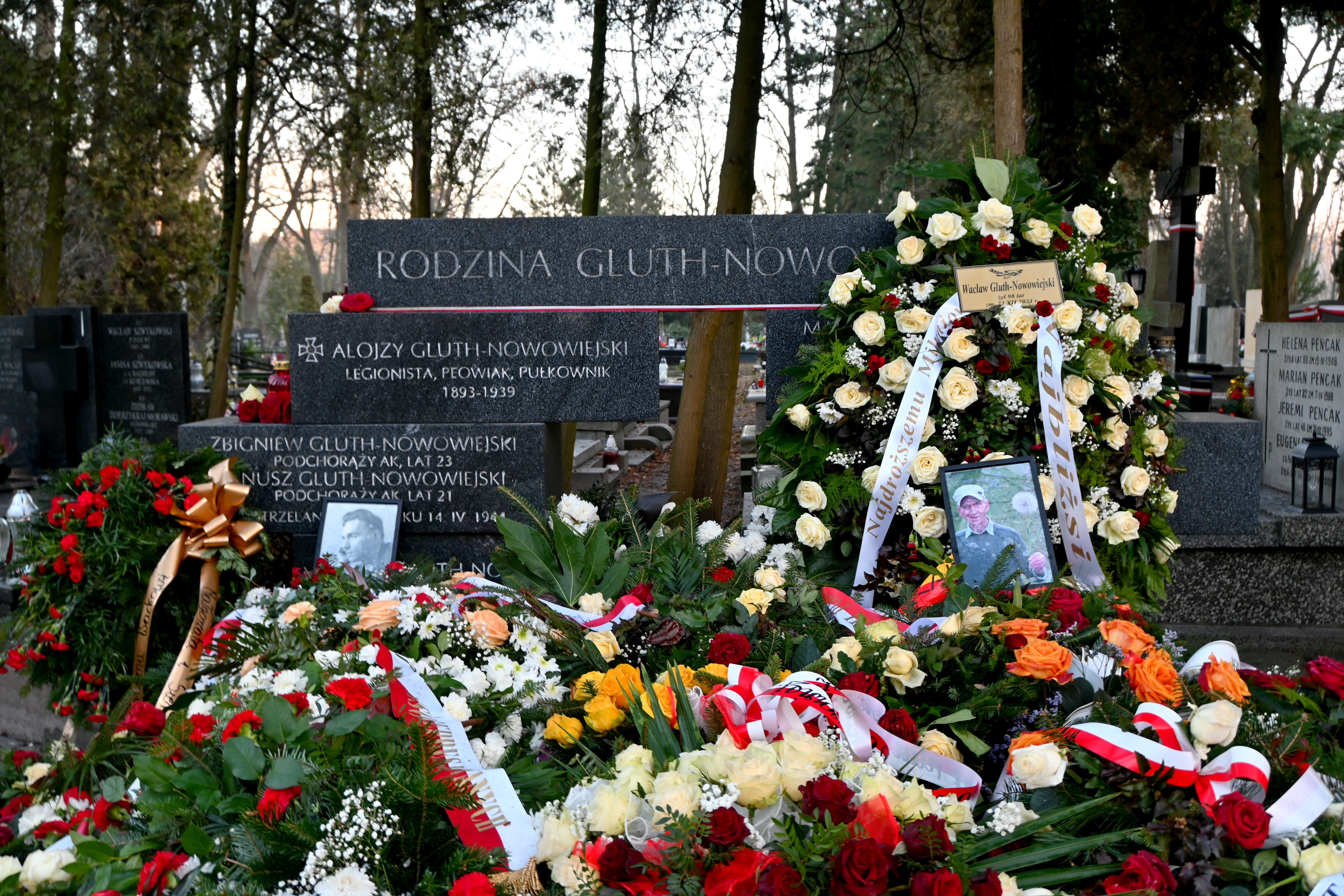
Grób Wacława Gluth-Nowowiejskiego na Powązkach Wojskowych

Zmarł w wieku 98 lat jako ostatni robinson warszawski. Został pochowany w grobie rodzinnym na cmentarzu wojskowym na Powązkach (kw. A-21-tuje).  

## Publikacje
- Śmierć poczeka (w serii Zdarzenia, sensacje, zagadki)
- Rzeczpospolita gruzów
- Nie umieraj do jutra (w serii Zdarzenia, sensacje, zagadki)
- Stolica jaskiń: z pamięci warszawskiego Robinsona
- Jesień na Marymoncie

## Odznaczenia
- Krzyż Kawalerski Orderu Odrodzenia Polski[3]
- Krzyż Armii Krajowej[3]
- Medal za Warszawę 1939-1945[3]
- Warszawski Krzyż Powstańczy[3]
- Medal „Pro Patria” (2013)[17]
- Medal Stulecia Odzyskanej Niepodległości (2019)[18]
- Medal pamiątkowy z okazji 70. rocznicy Powstania Warszawskiego[3]